# 黑暗集會
《黑暗集會》是近藤憲一所創作的日本漫畫，開始連載於《Jump Square》2019年4月號。

## 故事概要
擁有靈媒體質的幻燈河螢多朗，自從他過去受到靈障，波及到青梅竹馬的寶月詠子便足不出戶，但閉門兩年多後，在她的鼓勵之下而重新振作。螢多朗成功與詠子考入同一所大學，為了回歸社會而開始當家教，嘗試重新恢復與他人交流的能力。第一個家教學生是詠子的堂妹寶月夜宵，同樣擁有靈媒體質，並且有能夠看到靈異的重瞳，為了救回被強大惡靈奪走的母親，經常跑去靈異場所，不斷收集惡靈煉蠱。由於靈體紛紛迴避擁有強大靈媒體質的夜宵，因此她需要螢多朗能吸引靈體的體質。從夜宵口中得知詛咒能夠解除的螢多朗，下定決心與夜宵收集惡靈，為了解除自己和詠子詛咒的螢多朗、想要救回母親靈魂的夜宵、以及熱愛靈異的詠子，三人的冒險由此展開。

## 登場人物

### 主要人物
寶月夜宵（聲：篠原侑）
詠子的堂妹、就讀鴇勾台小學的天才少女小學生、螢多朗第一個家教學生。因為父母雙亡而住在堂姊詠子家中受到她照顧。身具重瞳（出生只有單瞳；由於某種未知的原因，雙眼出現了各有兩個瞳孔，形成有如骷髏頭的圖案），能同時看見陽間與陰間（陰陽眼）；原本她只看到鬼魂的模糊身影，車禍事故後能清楚地看到鬼魂（就像4K畫質一樣清楚），大腦因衝擊受到影響並得到了高智商，IQ超過160，成績優異到被允許學習高年級課程的程度，甚至連大學入學考試的問題都能解答，備受期待的天才兒童，個性早熟但不時會露出符合年紀的一面，有時會很孩子氣。表情雖少但很有個性，喜歡面不改色的自誇和吐槽，常冒出不符合年齡的用語，除此之外畫技超群，多才多藝。與螢多朗同樣擁有靈媒體質，不同的是夜宵的驅邪、靈視能力強，而螢多朗則是吸引、感應鬼怪的範圍大。
對靈異相關的事情如同布偶一般喜歡。喜歡吃咖哩。隨身攜帶著鐵撬（物理學聖劍），年紀雖小，卻有不得了的打鬼功夫，身體能力異於常人，同時有著與年齡不符的經驗和知識，面對各種突發狀況總是能想出對策解決。不只有各種道具用來驅鬼、趕鬼、封印鬼；對鬼的知識也一應俱全，碰到和看到靈的機率約為三成，但因為想捕獲惡靈為己用，而被惡靈所忌諱躲避。為了更高效率的引出惡靈，需要更容易引出靈的螢多朗的協助，將會是夜宵的一大助力。她邀請他成為搭檔，或許也可以找到解開螢多朗「右手」難題的方法。起因是她的父親寳月征嗣（聲：石黑史剛）和母親寳月千歲（聲：日野由利加）因事故身亡之際，母親的灵魂被正體不明的惡靈帶走，為了從被其稱為「空亡」的惡靈那裡奪回母親的靈，因此在各地知名的靈異地點奔走著。很珍惜堂姊詠子和同樣擁有靈媒體質的螢多朗，為了重要的人奮不顧身，有時甚至會魯莽行動。除了要拯救母親外，追求面對未知靈異時背脊發涼的感覺，這種喜好與堂姊詠子十分相像。
以重瞳和高智商為基礎四處捕捉惡靈，不斷收集並煉蠱提升戰力。為了不讓這些惡靈反咬，她在作為憑依物的娃娃裡，放進自身和親友的指甲或頭髮之類的身體物質，這樣可以讓娃娃成為「替身傀儡」，幫助抵擋來自靈體的傷害。有放進指甲或頭髮的惡靈娃娃，只要想攻擊夜宵和親友，其他所有惡靈、包括攻擊者自己都會受到反擊。
於2025年8月3日人氣投票結果中，以2395張票拿下第一名次。
幻燈河螢多朗（聲：島崎信長、島田愛野（少年、中學時期））
禮應大學一年級生，作為第一名入學的優等生。外祖母是神社的神主。有很強的靈感，但沒有靈視能力。如果沒有普通人也能看到的強烈幽靈或展示自己的意圖，就看不到惡靈。由於神主家系的關係，能夠看出連夜宵都要集中注意力才能察覺到的靈異。
因有靈媒體質，不管拍什麼照片都會變成靈異照片，只要有惡靈出沒的地方，不管出現的機率多低都可以吸引惡靈接近。因為中學時的靈障事件，連累了青梅竹馬的詠子而感到愧疚，而且自己的右手受到詛咒長滿神經，平時戴黑色手套掩蓋。所以過著蝸居的生活，直到上大學後為了回歸社會，而從事家庭教師的工作，因此機緣與夜宵相遇。因為很容易遇見靈障，而對靈異地點避之惟恐不及，常對喜歡靈異事件而主動探索的詠子和夜宵頭痛不已。儘管對靈異抱持著恐懼感，但為了詠子和夜宵還是會奮不顧身地去拼命。被詠子指出其實熱愛恐怖。
為了找出解除自己與詠子身上的詛咒，開始幫助起夜宵一同收集惡靈。平常有在鍛鍊身體，體力意外的很好，時常和惡靈進行追逐戰。
家有母親幻燈河櫻子、兩個雙胞胎妹妹幻燈河夕月和幻燈河星。
與詠子互表愛意成為戀人。

寶月詠子（聲：花澤香菜）
螢多朗的青梅竹馬與夜宵的堂姊。禮應大學一年級學生，主攻文學部的民俗學，目的是研究靈異相關的各種學問。
聰明賢慧的長髮美女，但也是個喜愛螢多朗，而暗中在他的持有物上加裝了GPS、竊聽、監視等儀器的跟蹤狂，觀察對方的動靜從而得知其心跳、呼吸、體溫及所在位置。對螢多朗的喜歡程度令人畏懼（病嬌），自己的隱密小房間裡貼滿了對方從小到大的照片。甚至兩人每次偶然的相遇都經過自己精心的策劃，如：在家教中心指定螢多朗，擔任堂妹夜宵的家庭教師。擅長溝通交流、炒熱氣氛，開朗溫柔，交友廣泛（交際力極強），剛進大學就成功與一大群人打好關係。
在科學方面來說是位傑出的天才，這方面有著擔任國際資訊奧林匹亞競賽代表的資格。喜歡上螢多朗是因為發現他身具神秘的力量與靈媒體質，對無法用科學解釋的神祕學十分好奇。喜歡面對生死一線間的恐怖和刺激感，無可自拔的沉迷於碰上靈異時，螢多朗會奮力保護她這點，因為自己的興趣和愛意兩者可以同時被滿足，為此她努力讓他投入靈異活動，策畫了螢多朗的回歸社會活動，並促成他與夜宵相識。一開始還以為螢多朗也喜歡靈異。服裝很多樣，對穿著很講究，為了探險會有特別準備裝扮。還靠著炒股存有一筆數量不小的積蓄，找房藏匿咒物和管理畢業生時，能面不改色的說出只要100萬日元都沒什麼問題，但最後選擇的是100日元的廉價凶宅。
初中時因螢多朗而跟著中邪，導致左手受到詛咒長滿神經，還讓夜宵看過自己用手機拍下的照片；因此平時打扮雙手都會戴著手套。在螢多朗因此事閉門不出期間，一直陪伴鼓勵著他，幫助他回歸社會。有駕照和車，每次去靈異地點都會開車接送螢多朗他們（出門行動的司機擔當）。全力支持著螢多朗和夜宵的靈異探險。
與螢多朗互表愛意成為戀人，對方告白有錄音留念。
於2025年8月3日人氣投票結果中，以1185張票得到第五名次。
神代愛依（聲：川口莉奈）
高中一年級生，打扮時髦的16歲金髮辣妹，喜歡巧克力，螢多朗的第二位家教學生，稱呼夜宵為「幼女前輩」。家族是與神明有關，使她作為神（太歲分靈）的新娘，到了20歲就會被神帶走。因為憑依在她身上的神的緣故，瞳孔處會呈現五角星形的刻印（晴明桔梗印），為此會引來惡靈導致她不幸。夜宵曾用降靈術捉住神，使她的星形刻印短暫消失。個性天然呆，不擅長學習。擁有不幸體質，總是會捲入各種事故中，或使周圍的人遭遇不幸，導致了哥哥的身亡，因此非常自責。不幸體質的真相是自己身上神明的能量，非常容易吸引靈接近，同時會彈開靠近的靈，使其轉移目標攻擊其他人。而後受到螢多朗和夜宵的鼓勵，振作起來決定向前邁進，下定決心與神對抗。

### 靈能力者
淡宮董子（聲：平野文）
螢多朗的外祖母，人形玩偶供養的淡宮神社（原型為淡嶋神社）神職。靈感比外孫螢多朗強很多，但沒有容易吸引靈接近的體質，很疼愛外孫。會定期用御神刀切斷附身在螢多朗右手的神經，也教導他如何與靈障打交道。寶物殿地下封印着大量長髮的日本詛咒人偶，最危險的一尊是穿著花朵圖案的鮮紅色和服會奪走人類的身體，並趁螢多朗和董子驅邪後的虛弱期，成功用幻術迷惑了螢多朗，之後該人偶被夜宵用御神刀斬首，並使用從螢多朗右手切除的神經接回其身體，接著夜宵將該人偶私自取走帶回其房間進行處置，以避免放在驅邪後虛弱的董子身邊帶來危險。
奧茲華德／奧茲瓦爾德（聲：八代拓）
戴著帽子進行除靈工作的青年，自稱聖職者，以前在寺廟修業。『奪舍眾』成員，知道空亡的真實身份，為了完成御靈，在H城址放置咒物，在發現咒物失蹤後負責尋找。內在是來源不明的惡靈，在奪舍之後能夠讀取身體原主的記憶和知識，可以完美偽裝以原主的身份混入人類社會，沒有被熟悉原主的同門師兄弟（聲：濱野大輝）識破。
南光坊天海（聲：江原正士）
一個沒有右臂、瘦得像骷髏、坐在輪椅上的老人。『奪舍眾』成員，和奧茲華德一起旅行。曾暗中誘導咲希舉行天使大人降生的奇特儀式，是間接導致產生受胎告知之家的元兇。其名字與歷史上作為徳川家康智囊的政治僧侶同名，曾幫助德川家康推翻豐臣秀吉，使家康能夠創設江戶幕府而因此活躍。
闍彌巫子（聲：久川绫）
會在電視節目上出現的知名靈異研究家，十年前到各個靈異地點進行通靈，前陣子在Z靈園／Z墓園為計程車司機除靈的影片成為熱門話題，亦是具有一定實力和經驗的靈能力者。還去過舊K隧道調查，但除靈失敗被惡靈奪舍，其內在被舊K隧道的女鬼取代。後作為『奪舍眾』成員，欲安置另一個咒物時在舊I水門與夜宵一行人相遇，利用原主身份偽裝與他們同行，並對螢多朗表露出興趣。但在遭遇盤據舊I水門的惡靈（黑阿修羅）時被咒殺，失去了得來不易的人類身體，只得躲藏在水中逃過一劫，之後藏在詠子的車頂進入警局透過殺人補充能量，不久後其同伴桃樂絲前來接應，告知她夜宵一行人的訊息。
闍彌彌子（聲：久川绫）
闍彌巫子的姐姐，強大的靈能力者，以除靈為工作。性格開朗的老婆婆，因為得知妹妹巫子死亡的消息而前來警局，並和夜宵一行人相遇。看中夜宵的才能想要收她為徒，並以先祖傳承下來的武器作為特典進行勸誘，但被對方婉拒而感到失望。儘管如此她們之間仍相處愉快，並在道別前和夜宵互相留下聯絡方式。與夜宵同樣是看得到靈的類型，知道如何以能量的顏色分辨人是否被邪靈奪舍。因此在得知巫子前去舊K隧道調查的不久後就已經得知對方被邪靈奪舍的事實。雖然認為巫子沒什麼才能，且不聽其規勸才會落得如此下場，但仍對妹妹的不幸遭遇感到憤怒，並誓言要將與奪舍妹妹身體的舊K隧道的女鬼以及相關的惡靈打落地獄。
桃樂絲・佛蘭斯蒂德／多蘿西・弗拉姆斯提德（聲：島袋美由利）
夜宵隔壁班的同學，是哥德蘿莉風格打扮、抱著洋娃娃的小女孩，在黃金周結束後於夜宵上學的途中，前來邀請她一同探索學校怪談並測試她的實力。特意調整了學校內的靈道方向，使校內的浮游靈產生衝突而相殺，進而製造出濃縮了殺意的靈體，以此佈下陷阱設計夜宵將她拖入夢境。『奪舍眾』成員，稱奧茲華德為哥哥。打扮風格和身體原主人全然不同，並將原主人的靈魂封印在抱在懷裏的人偶中，當前在身體中的則是本來寄宿在洋娃娃上的靈（付喪神）。被奪舍前的原主人見過帶著武士畢業生外出的夜宵，並對她非常害怕，因此附身的惡靈和夜宵互有了解，並視對方為重點關注對象。
太田田根子
『奪舍眾』副長，在太歲分靈被封印之後與太歲本體談判結盟。其名字與神靈相似。
神主／安倍晴明
夜宵在晴明神社碰到的自稱神社神主的神秘青年。也是一名靈能力者，與夜宵一番交流的感想是認為她很有前途，另外還聚精會神地觀察螢多朗的右手，在看見纏在上面的神經詛咒之後露出駭人的笑容。判斷式神前鬼和後鬼放在螢多朗身上效果最佳，並相信夜宵能夠幫助他控制好這兩個式神。交付了一本名為《佔事略決·外典》的書籍給夜宵，並表示會為他們祈禱能夠成功拯救有著五角星之瞳的女孩（愛依），然後隨風消逝，僅留下書籍。相信夜宵絕對不會重蹈神代家的覆轍。
弒逆桔梗作戰前和靈羣久作按照自己的預言為十二神將設下陷阱。作戰開始后憑依在螢多朗的身體裡，召喚「天照」和「月讀」的分靈瞬間解決兩名神將勾陳與天空，並催促詠子趕快繼續往首塚大明神神社前進，晴明感嘆螢多朗有著如此豐沛的生命力比生前的自己還厲害，並會因此受到靈和神佛們的喜愛。
在酒吞童子復活之後再次召喚「天照」和「月讀」的分靈與之戰鬥，同時提前佈置的陷阱傳送過來了發動儀式需要的五名神將（朱雀（火）、玄武（水）、青龍（木）、白虎（金）、天一（土）），使用「禁咒・大逆式」從太歲星君那裏奪回了神將的所有權。隨後使用「請雨經法・五龍祭」獻祭了五位神將召出五屬性的龍把酒吞童子打得只剩一個頭並重新封印。
靈羣久作
自稱「咒物屋」的年齡不詳的男子。穿着搭配奇特，性格開朗幽默。突然出現幫助夜宵，雙方用以物易物的方式，夜宵用手機拍攝整本書內容的照片，讓久作幫忙解讀、翻譯《佔事略決·外典》書中的漢文內容，換取他手頭上售價500元據稱能幫助靈魂脫離的手套，在他的引導下幫助被封印在嬰兒人偶的螢多朗、詠子的靈魂回歸原來的肉體中。後回到自家解析書中的內容，他看著傳到筆電中的書頁照片時卻突然七孔流血，查覺到晴明在書的內文下了詛咒，只有他選擇的人（夜宵）可以看這本書，其他人看了則會受創而死，於是他掏出大量的抗詛咒飾品，掛在自己身上進行解讀，也認識愛依的阿姨命依（神的上代新娘）以及晴明。
佐上賢行
位於京都國道1號線的日照寺的前任住持。本應在十年前為封印瑪巴斯而成為肉身佛犧牲，但因為害怕此事，而欺騙並利用病危的妻子代替他成為肉身佛。而在這十年間，給日照寺的封印經費也被他和其他四名和尚中飽私囊。後被肉塊大人潛伏在他身上並將其殺害。
貞觀
東照寺的老和尚，身材壯碩，受到佛陀的加護。曾是佐上賢行的師兄。
覺張
東照寺的老和尚，左眼矇著眼罩，體型瘦弱，手持禪杖。
禪仁
東照寺的中年和尚，身材魁梧，肌肉發達。
西淨
東照寺的年輕和尚，為人一板一眼。在前往日照寺途中的車禍傷勢較重，隨後以靈魂附身的方式支撐其自身的行動。

### 其他人物
幻燈河櫻子（聲：澤海陽子）
螢多朗的母親。夜宵和詠子為了收服跟隨螢多朗回家的S隧道的靈，而趕到螢多朗的家中，夜宵還和她問好。
幻燈河夕月（聲：菊池紗矢香）
螢多朗的妹妹。雙胞胎姊妹中的姊姊，國中二年級生。特徵為一頭黑色長直髮，說話有摀嘴的習慣。
幻燈河星（聲：海弓首里）
螢多朗的妹妹。雙胞胎姊妹中的妹妹，國中二年級生。她的棕色捲髮與哥哥螢多朗相似，喜歡看光之美少女。
池秋良（聲：土田玲央）
螢多朗在新生歡迎會中認識的男學生，主修法律系。
平琴子（聲：杉村千香子）
螢多朗在新生歡迎會中認識的女學生，主修經濟系。
百鬼曜子（聲：楠木燈）
夜宵的同班同學兼班長，很關心夜宵而前來找她搭話。能夠冷靜思考，碰上危險也能鎮定下來採取正確行動，但有着和詠子相同的本質，對靈異帶來的刺激感到著迷。
發知晶（聲：海弓首里）
夜宵的同班同學，個性比較隨性的馬尾女孩。
佐佐木雙葉（聲：杉村千香子）
夜宵的同班同學，會幫同學打圓場的蝴蝶結黑長髮女孩。
權田大助（聲：落合福嗣）
夜宵的同班同學，班上的孩子王，喜歡找夜宵挑戰，但在之前與她的對決上全數敗陣。學校怪談探索的第一個受害者，被坂下老師化身的惡靈逮住，靈魂遭到夢境中的烏鴉吞噬。因為坂下老師成佛而得救，身體無礙但看到烏鴉就會受到驚嚇。
野田幸作
A大壩的管理人，被A大壩的靈操控了行為和記憶，間接為其提供獵物。
前田詩音
和女友美月一同來到A大壩觀光。和螢多朗成為A水庫女鬼的目標，被捕獲至巢穴中。最終成功得救，在和夜宵一行人道別後與女友一同離去。
遠野美月
和男友詩音一同來到A大壩觀光。男友失蹤後與詠子一同行動，還對她追蹤螢多朗的道具展露出極高的興趣。最終成功救回男友，並與詠子交換了聯絡方式，在和夜宵一行人道別後與男友一同離去。
愛依的母親（聲：三重野帆贵）
曾在愛依的夢境裡短暫出現，後於神代家送別重返東京的愛依。
愛依的阿姨（聲：拜師美穗）
名為命依，神的上代新娘，瞳孔與愛依相像，也有晴明桔梗印。在解除了神的契約後，其靈體由久作收進紙人以待恢復靈力。

## 本作登場靈體

### 寶月夜宵方使役・協力的靈體
H市的電話亭的靈（聲：島田愛野）
相傳曾有個騙取客人錢財的陪酒女郎在電話亭裡被受害者們殘忍殺死，使她的怨靈盤踞在電話亭裏。後來引誘螢多朗並襲擊他，但被夜宵摧毀公共電話，並將電話聽筒帶回自己房間裡煉蠱。
詛咒的錄影帶的靈
禮應大學的一位教師（聲：神尾晉一郎）負責上都市傳說的課程，將錄影帶播放給學生們觀賞，相傳是患上了神經衰弱的大學生拍攝的自焚影片。播放時影片中自焚的人會變成觀看者（螢多朗），播放結束後觀看者就會被火燒死。錄影帶中的邪靈被夜宵做成芻靈形代，詠子再從禮應大學開車帶到夜宵的房間裡煉蠱。
營地的集合靈
十隻互相配合行動的水鬼。其中一隻附在詠子身上，試圖把螢多朗騙到橋上讓他跳橋淹死。但因過度關注螢多朗，被夜宵各個擊破全數收服，封印在灌满净盐的玩偶裡。之所以形成集合靈的原因是空亡經過那附近，使它們為求自保而共同行動。
某個廢棄神社的靈
形代娃娃是一隻河馬，被封印在某廢棄神社的靈。夜宵用它來對抗營地的集合靈。
S隧道的靈（聲：三重野帆貴）
形代娃娃是一隻貉，身穿白色連衣裙的女鬼，它有表現出幻覺讓對手放鬆警惕的狡猾，也有察覺危險並隱藏和躲避的力量。在S隧道裡交手時用幻術騙過夜宵等人，成功跟隨螢多朗回家並襲擊得手，察覺被騙的夜宵隨後趕到螢多朗的家中，二次交手後被夜宵收服並釋放螢多朗；封印進玩偶後，仍設法藏在螢多朗的書包裡試圖跟著他回家。由於非常擅長逃脫，只要稍不注意就會溜走，因此躲過畢業生互噬煉蠱。攻擊手段是頭髮，可以捕捉人和靈體進異空間。然而實力不強，曾被齋弄晒列頭、曾根崎依子輕鬆擊敗。由於其頭髮用來綑綁的封印效果極佳，之後廣泛應用於包括畢業生在內的靈體封印上。
三崎安奈（聲：田村由香里）
YouTuber女主播，與詠子在舊F隧道相遇，因為興趣相投聊得很愉快，一同探索舊F隧道。然而其實她是過去來到老舊F隧道／最早的F隧道探險時慘遭惡靈殺害，變成幫助該惡靈增加受害者的倀鬼，並為此感到愉快。在事件結束後仍不肯解脫且試圖拖詠子去死，但被夜宵收進紙人並交給詠子，之後做成“無限修復人偶”的一號實驗品，時刻替詠子等人承受靈異攻擊。
畢業生之家的一家之主（聲：伊藤悟）
曾經住在名為「受胎告知之家」的凶宅中的父親的靈魂。女兒咲希被天使大人吃掉後，父親的靈本來想要解脫，但被夜宵要求贖罪而留下來作為住宅警衛。
廢棄愛情旅館的靈
位於東京北區廢棄的愛情旅館，生前被黑道殘忍殺害的十幾名女性地縛靈，亦是被注射毒品且死於暴力傷害和急性藥物中毒的受害者。死後還在遵從生前的求生本能想逃出這間旅館而有規律地徘徊，可以透過將房號調換誘導它們走向秘密房間，當它們行經數個房間的期間會以異質的方式呈現宛如其生前遭遇的場景。它們以將殺害自己的黑道咒殺並將其靈體囚禁於壁櫥為目的，當目的達成後就會自然成佛，對無關人士基本上無害。儘管其中一名女性靈曾試圖奪舍取代螢多朗，但不久後被夜宵捕獲收進紙人中，並在接觸『奪舍眾』之前向其拷問出關於奪舍的情報。由於該旅館位於日光東照宮流向皇居的龍脈之中，因此積累著大量靈能量。旅館內的秘密房間是由它們的意念產生並隱藏起來，因此曾被夜宵用於封印花魁，往後受到花魁的影響形成了與之平行的模擬遊廓，只有她中意的對象才能夠進入秘密房間。通常要進入秘密房間需要利用一名長髮及腰的女性靈，其流程為：第一、把203號房的房間號碼牌用413號房的替換掉，再把門給打開；第二、把304號房的房間門關起來；第三、最後把413號房的房間號碼牌，用203房的替換掉再把門給打開。完成以上流程後爬上樓梯，就會變成只有一個祕密房間的特別樓層。然而夜宵在把作為畢業生的花魁藏匿好之後受其排斥，往後無法順利再度進入祕密房間，只要她嘗試進入祕密房間回收畢業生就會被傳送至旅館門口。之後螢多朗和詠子一同協助夜宵，讓螢多朗找到秘密房間並用黑繩封印花魁，而詠子利用GPS和神經詛咒追蹤螢多朗的位置，使夜宵得以順利回收畢業生。
T隧道的靈
造型奇特，整個臉上只有一張嘴，外觀為掛著數個貼著符咒首級的長頸惡靈。從口中伸出尖刺狀的舌頭殺害目標，可以自斷頸部，讓頭部單獨進入駕駛的車內行兇。對開車的詠子發動攻擊被替身抵消，隨後企圖襲擊螢多朗，被安倍晴明贈與的式神前鬼一擊秒殺，夜宵在惡靈被前鬼吃光前將殘餘部分收進紙人。

#### 「畢業生」
邪經文大僧正（聲：宮田浩德）
形代娃娃是一隻熊，以僧侶型態出現的惡靈。是在太歲分靈打破夜宵房間的均衡之後導致惡靈互噬自保而誕生的“畢業生”。能力是會不斷地誦經進行詛咒，在聽其誦經一段時間後就會被鬼手強制拉下靈體送往地獄，而現場留下的屍體也會跟著誦經。起效時間視對象的體型而定，小動物只要2～3秒，中型動物大約10秒，人類的體型需要20秒。在受其強烈影響時還會令當事人的口部或通訊設備直接受到干涉。雖然其詛咒很強，但不分敵我，且不能速戰速決，因此很難使用，而且即使戰鬥結束也不會停止誦經，必須設法再度將其封印。
弒逆桔梗作戰時被放置在T隧道，封印解開之後提前念經殺死周圍的小動物，等到太裳趕到時立刻用鬼手展開攻擊并且輕鬆取勝。之後用鬼手嘗試抵抗再封印后失敗。在目睹齋弄晒列頭和太岁星君打的有来有回的场景时露出了惊讶的表情，之后和其他6名毕业生与太岁星君展开决战。被小夜宵利用强制成佛的能力配合鬼军曹的无限复活能力，让鬼军曹可以在大僧正的诅咒范围内的任意地点复活，以此来伏击太岁星君。在战斗中被太岁星君捏爆头颅后强制退场。
召喚時的言靈是“弔唁吧，‘邪經文大僧正’。”
殉國禁獄鬼軍曹（聲：三木真一郎）
形代娃娃是一隻狗（柴犬），被絲線纏身的軍人靈魂。生前是參與過太平洋戰爭南方作戰的日本軍軍人（原型是舩坂弘），據説生前就擁有近乎“不死之身”的無限恢復力，這一特性死後也得以繼承，無法成佛，一直留在世上。被他殺害的數百敵軍的鬼魂至今還在纏着他並散發着怨念，他在劇情開始的半年前為了能成佛而答應與夜宵合作。能力是召喚減益（Debuff）結界。結界有三階段，將渴求一死的意念，以“祈禱”的方式，傳達給法陣範圍內的所有個體，來逼迫對手殺他自己，但被殺後都會滿血復活；每一階段都有不同的負面效果，讓敵人體驗戰場時，遭受的創傷、飢餓、疲勞、困乏以及無論如何都求死不能的痛苦。能力強大且不像其他畢業生一樣需要善後，缺點是詛咒範圍大且不分敵我（曾讓晚了一步撤出作用範圍的螢多朗在極短時間內變得瘦骨嶙峋），對上女人小孩會放水。使出全力時會把大範圍内的所有詛咒集中到軍刀上，并且使用軍刀戰鬥。被其軍刀砍中的敵人會立刻失去大量生命力變得瘦骨嶙峋。曾被藏在東京青梅市的多摩川河岸。
弒逆桔梗作戰時被小夜宵帶在身邊，在京都御所和太歲星君對戰時第一個上場，感嘆到“這裏就是我的死地嗎？”，之後太歲星君表示聽見了他的祈禱，而且一定會殺死他。雙方不斷依靠強大的再生能力互相廝殺，過程中跟自己生前與美軍作戰的經歷重疊起來，被太歲星君打到失去四肢、腹部也被開一個洞。軍刀的詛咒之力（類似光明會最有名的符號上帝之眼）是鬼軍曹的不死身詛咒本源，它流泪發出了“不要走……。”的低語，強制補好鬼軍曹殘缺的腹部、四肢，並將其融合為一體，变成一柄有着一只眼的劍，每当砍中太歲星君就会让他消耗巨量视肉来恢复。在花魁被小夜宵投入作战后主动让花魁吸收灵力并且不断恢复自身，7对1决战开始后凭借自身无限复活能力配合大僧正强制成佛的能力，达成范围内任意传送的效果来伏击太岁星君。在砍下太岁星君左手后被灭绝的凶星切成肉块后强制退场。
召喚時的言靈是“陣亡（戰死／光榮犧牲）吧，‘殉國禁獄鬼軍曹／零式·殉國禁獄鬼軍曹’’。”
魄啜繚亂弟切花魁（聲：日笠陽子）
形代娃娃是一隻狐狸，手持菸斗和扇子的花魁惡靈。生前擁有絕世美貌，因家境困苦只好成為遊女，將容顏視為自身的存在價值。冠名為“弟切花魁”，令眾多的人為之痴狂。原本已經要被伊藤（聲：村井雄治）贖身，但被後輩紅（聲：金元壽子）下毒陷害而破滅，之後處境悽慘，因疾病毀容流落街頭，遭到紅的嘲笑、並從贈與她的手鏡中看到自己醜陋的模樣，在怨恨之下將紅燒死同時自焚而亡。第一詛咒“魄啜”會放出炎之蝶吸取敵方的生命力，並使自己更加強大且美麗；第二詛咒“疫病”會讓中招（喝下她的血）的人體會她生前所受的病痛（主要是瘤、頭痛、發燒、嘔吐，即梅毒後期和水銀中毒）；第三詛咒“烈火樓閣／炎上樓閣”需要讓她看到附身的手鏡，映照出自己醜陋的模樣來觸發，會消耗自身的生命力讓周遭發生火災，並吸收對方的生命力，讓火越加旺盛以及持續強化自身。第四詛咒“苦界”，在吸收了大量灵力以后才能触发，让敌方身体喷出类似石油的液体，而精神则被关进液面之下。利用敌方的灵力不断强化压制精神的诅咒（类似遊郭的木栅栏），使之不能逃脱。而被关进去敌方精神则会渐渐发热并被燃烧殆尽。突破的方法只有使用无法压制的巨大能量瞬间摧毁压制精神的诅咒。詛咒的各个階段對應了她一生悲慘經歷。她的怨念非常重，一直都在伺機脱離封印，並對夜宵等人施以報復。曾被藏在東京北區廢棄的愛情旅館。
弒逆桔梗作戰時被小夜宵帶在身邊，準備用來弱化太歲星君。夜宵徵得鬼軍曹同意後，放出花魁接力戰鬥。她現身後評估一下太歲星君和夜宵的危險程度，根據她過往的生存之道，知道眼前的太歲星君是必須優先解決的敵人，花魁與鬼軍曹一番言語交流，發動魄啜開始積蓄靈力。在戰鬥中吸收鬼軍曹與太歲星君的超強大靈力後，已經能不靠鏡子就把詛咒力量持續擴大，甚至超越有條件限制的「烈火樓閣／炎上樓閣」，炎蝶化作血蝶，覺醒第四詛咒「苦界」，暂时压制住太岁星君，但是被太岁星君的“棒旋星系”暴力突破，自己在被打的只剩一颗眼球后，只能依靠吸取鬼军曹的灵力缓慢恢复。7对1决战开始后使用两种蝴蝶突破失去双手和头颅的太岁星君的防御，成功使其燃烧，但是被太岁星君踩碎上半身后强制退场。
召喚時的言靈是“閃耀吧，‘魄啜繚亂弟切花魁’。”
武士的惡靈
形代娃娃是信樂燒的貉，全副武裝猶如鬼武者的惡靈。與殉國禁獄鬼軍曹、魄啜繚亂弟切花魁一樣，是夜宵從一開始就擁有的“畢業生”。
H城址的靈／千魂華嚴自刃童子（聲：早見沙織）
形代娃娃是一頭大象，平时是名身穿白色和服，身材嬌小、黑色長捲髮的少女的地縛靈，喜爱喝酒。在战斗状态时会化为一颗脖子和口眼处不断流出鲜血的头颅。實力強大，能夠幻化出白手並切割被手拂過的地方，亦能用割喉的詛咒進行遠距離攻擊或根據指示精準直擊特定部位等支援。而被其化為靈異的實際身體規模能包圍整個H城址／H遺址，進入者都會受到她的能力影響。生前是安土桃山时代在H城址／H遺址中的女眷之一，城址陷落時為避免受辱，與其他城中的女性在瀑布自殺。本是善靈，分裂靈魂後再現戰爭時期的回憶，希望人們不會忘記生活在此的犧牲者，但由於放置於此的咒物狂暴惡靈化，後因咒物被取走而恢復正常。為了報答夜宵和螢多朗贈送了一條布帶，承諾有困難時會提供幫助。及後在封印花魁的愛情旅館中，她的布帶向螢多朗點明了眼前假詠子的真身。她的布帶還能召喚她現身助戰，後來花魁制服了舊I水門的靈之後順勢暴走時，夜宵藉由布帶召喚她幫忙重新封印花魁，之後夜宵承諾會去H城址／H遺址奉上神酒答謝。夜宵履行約定並向她提出弒逆桔梗作战的邀請後爽快答應，希望的回報是下次帶朋友一同前來。
弒逆桔梗作戰中担任主攻位，负责在太岁星君身上刻上无法恢复的伤痕组成的特殊图案。被放置在F公園。封印解開之後，記取先前差點被大僧正消滅的教訓，立刻釋放無數分靈藏入地下埋伏起來，把趕來的天后切成無數小碎塊。7对1决战开始后立刻被太岁星君优先针对，虽然配合黑阿修羅砍下太岁星君的右手，但是本体被抓住后正脸被灭绝的凶星贯穿，无法继续战斗强制退场。
召喚時的言靈是“斷絕吧（自絕吧／阻止她；斬斷吧），‘千魂華嚴自刃童子’。”
老舊F隧道的靈／齋弄晒列頭（齋弄梟首魔）（聲：松岡禎丞）
形代娃娃是一隻猴子，是十分邪惡的惡靈，身著白衣手持斧頭的禿頭壯漢，實力強大，擁有強悍的戰鬥力、敏捷的行動力和頑強的生命力。能使用空間循環的靈現象（鬼打牆）以防止獵物逃跑，還能夠改變自己靈體的形狀進而增加速度和威力。會使用斧子殘忍地殺人、分屍並挖出內臟、眼睛，將他們的臉皮撕下來，掛在隧道中的牆上收藏，再把新的受害者臉皮戴在自己臉上，並將其變成自己的倀鬼，折磨他們幫助自己引誘更多的受害者。被鬼軍曹擊敗後向夜宵投降，以求繼續殺戮，收服後夜宵並沒有打算要用上他的戰鬥力，封入特別處理的玩偶（四肢和頭部被釘入釘子），只打算讓他往後用頑強的生命力發揮肉盾的作用。事後回收受害者的靈數量將近80人（是善靈的50人放附近的寺廟供養，邪靈化的30人被夜宵帶走）。
弒逆桔梗作戰時被放置在首塚大明神／K塚大明神神社，酒吞童子向其搭話提出合作，以自由後一同大肆殺戮作為回報邀請讓他憑依。但後來背叛酒吞童子，且表示不喜歡酒吞童子以瞬殺為重的殺戮手法，並認為生命在死亡之前的那段時間是最美麗的，由此兩者的殺人美學無法相容。同時奪取了酒吞童子的臉皮為己用，認為是最合適、最舒服的，並吃了酒吞童子的半個頭而有所强化并且可以使用酒吞童子的能力。晴明立刻呼叫詠子封印齋弄晒列頭。詠子在車上打開手機APP，一鍵啟動放置在神社的封印裝置，以物理隔絕方式封印其本體，但消失前還撂下狠話「今天就先這樣」。决战开始后一马当先和太岁星君战斗，虽然空间传送的能力非常克制太岁星君的“灭绝的凶星”，但是在1对1的战斗中依旧处于下风。在和其他6名毕业生形成7打1的局势后，成功砍下太岁星君的头颅，并挖出其内脏。以为成功击杀太岁星君后大意了，被太岁星君以“灭族的化身”偷袭得手，后无力战斗强制退场。由于被小夜宵厌恶，退场后猴子娃娃被随手扔到笼子里。
召喚時的言靈是“玷污（褻瀆）吧，‘齋弄曬列頭’。”
舊I水門的靈／月蝕盡絕黑阿修羅（聲：織田碧葉）
形代娃娃是一隻獅子，一個十歲男孩的靈魂（少年靈），生前早年喪母，父親迎娶了繼母（聲：島田愛野）。遭受繼母虐待，經常挨凍受餓，後來父親被繼母帶來的情夫殺害，並被做成肉丸子讓男孩扔到水閘（水門），但因其過於飢餓而偷偷吃掉。繼母後來將情夫和男孩，也一併殺害並作成肉丸子。變成靈的男孩得知真相後，悲憤之下化為邪靈，將繼母咒殺吊死，並且眼中看到的每個人都像是他的繼母，變成了不分青紅皂白地散佈詛咒的惡靈。主要使用素描畫冊將對象畫在本上，而且詛咒無視距離，無關對象的強度。實力極為強大，在S級中也是拔羣的，詛咒是進攻和捕食增強自身實力的類型，能夠以憑空爆體、操作靈體手臂、吊死、控制水位、以分靈構築幻象發動攻擊、切換型態等眾多能力進行戰鬥。畫冊強大的咒殺能力，讓夜宵判斷不能直接讓畢業生上場，於是螢多朗、詠子和夜宵三人合力，擊落畫冊才得以放出畢業生，以強化近戰的型態與弟切花魁展開決戰。與其死鬥中落敗，虛弱之下繼母的幻覺消失，意識恢復正常，夜宵以直到他不再憤怒，空腹感完全消失之前會讓他吃飽為條件，不想再將大家認成繼母殺害的他同意接受封印。被封印期間，夜宵嘗試以素描畫冊方式與其交流，最終在與72柱魔神戰前，夜宵安排其以味道分別敵我，亦因此更加熟練地使用自己的力量，從而成為最強的畢業生。能夠利用物理知識創造非靈異假象，還能隱藏自己的氣息。吃了肉丸子，靈的力量會增強。本體可以釋放無數的手來捕捉他人，還可以利用分身靈，變化成母親或男人干擾或捕獵他人。常、血、纏、業、哭，這五種型態都是與夜宵一行人戰鬥時使用過的模式；在被夜宵收服後，學會了攻防一體的第六型態蝕、以及防禦被攻破後的第七型態殲，在第七型態時，機動力會大幅上升，也會使詛咒變形成為一碰就會消失的雨。根據夜宵所說，其真髓並不單是強化攻防，而是內部搭乘的是混淆視聽的的分靈，接受本體的遠程操控。
弒逆桔梗作戰時被放置在國道一號線，聽從小夜宵指示在封印解開之後，立刻躲入草叢埋伏趕來的十二神將，並且秒殺了被晴明强制傳送過來的六合。7对1决战开始后立刻被太岁星君优先针对，回憶與夜宵戰術討論，想讓鬼軍曹與黑阿修羅擔任兩位後衛攻擊手的護衛，其遠程攻擊與防禦力是很可靠的。與自刃童子聯手展開攻擊，黑阿修羅的分靈不敵太歲星君被擊潰，本體位置還被鎖定，凶星彈打斷左手臂，倒在地上痛苦哀號，仍與配合自刃童子砍下太岁星君的右手，无法继续战斗回到獅子布偶中。
召喚時的言靈是“滿盈吧，‘月蝕盡絕黑阿修羅’。”
外星人玩偶的靈／過渡期的御靈／新皇（聲：大塚芳忠）
形代娃娃是外星人（小灰人），刚出场时外觀是頭上有疤痕、身著古裝、只有上半身的禿頭壯碩靈體。全盛姿态则是身披武士铠甲，手持无数怨念组成的黑色太刀，坐骑为一匹黑色骏马，周围的空间由于重力影响产生了引力透镜效应，类似黑洞。真實身份为日本三大怨灵之一的平将门。常常和夜宵一同出戰，被夜宵用於發動奇襲、多次承受傷害或者出手救場的靈。行動兇猛，面對S級惡靈也會毫不猶豫地出手攻擊，但只想和强者战斗，对于没有战斗意志的敌人则会无视。刚出场时處於未完全取回力量和記憶前的階段，小夜宵以不断为他安排战斗获得其效力。因此属于主角团里少有的能听指挥，不会整天想着反噬主角们的灵。
在受胎告知之家吞噬惡靈後，取回部分記憶和力量。隨着夜宵一起出戰，吃掉各種各樣的惡靈，过渡期的御灵變得越發強大。在學校怪談事件（鴇勾台小學的七大不可思議）中大吃特吃，力量大幅恢復，最終在吃掉坂下老師靈魂的變異體後，發生“迴歸”現象，化為身著蟒袍的姿態，力量和記憶逐漸被取回，靈力也能夠匹敵畢業生。施展詛咒的方式是從頭部出現箭矢，以箭矢為中心產生強力的重力場將對手拖曳過來，再以血印刻下形狀為平安京地圖的封印。接著會出現地震般的震盪，效果是將無數人的情感慾念層層疊加，賦予重量來徹底壓垮敵人。
弒逆桔梗作戰時被放置在A大壩。封印解開之後和趕到的騰蛇正面對戰並輕鬆取勝。之后和其他六个毕业生一起围攻太岁星君，但是被失去双手双脚内脏头颅的太岁星君一击重伤。小夜宵使用镜子开启「生旺死衰」，外星人玩偶胸口被刻上和太歲星君胸口的镜像圖案，形成灵力通道后，获得了从太歲星君處汲取的巨大灵力，并且取回记忆恢复到全盛姿态，其灵力引发全日本一瞬间的里氏七级地震。以「新皇」之姿被小夜宵重新唤出，将太岁星君的分灵用重力压缩成一小块，成为弑神的大怨灵。
召喚時的言靈是“崩毀吧（毀了她），‘過渡期的御靈’。”；恢复全盛姿态后的召唤言靈是“君临吧，‘新皇’。”
超越地藏／超級地藏
形代娃娃是地藏擺設，夜宵破壞的七個地藏像中封印的靈互噬而誕生的邪靈。據說比畢業生稍微強一些。
A大壩的靈
形代娃娃是一隻貓，有女性靈和騎摩托的無頭騎士。女性靈的靈體臃腫，長相獵奇，而無頭騎士的頸部有數條形似大型寄生蟲的條狀物受其操控，為她帶來獵物並阻止沒有被她看上的目標進入靈異區域，並以同樣的方式操控了A大壩管理員的行為和記憶。主要以寄生蟲的形式作為攻擊手段，植入目標體內能改變其認知甚至操控其行動，寄生蟲能快速潛入受害人的腦中，並將其誘導到水邊後極速膨脹，直到將受害人的整個頭顱撐爆，這也成為了該大壩有名的斷頭自殺者傳聞。喜好收集年輕英俊的男性，抽出他們的靈魂並反覆品嘗其生命力，外表殘念或中老年男性則是丟入坑中作為補充能量的補包使用，倘若有外力使被詛咒者甦醒，其靈魂也會回歸原來的肉體。由於其不喜歡女性且極端排斥，因此即使在靈場內女性也很難目視到她。與過渡期的御靈一戰中，對方展現自身的詛咒，使出了能夠崩裂地面的強橫力量被擊敗。就算到被夜宵封印前，遭到男性受害者們憎恨及排斥，但仍都不願意與女性共處。
F公園的靈／曾根崎依子
形代娃娃是一隻鳥，是能操縱火焰的靈體。外觀為詭異古裝老婆婆，在F公園中推着裝有嬰兒形狀人偶的嬰兒車，引誘年輕女子看到她創造的嬰兒人偶。無論活人或靈體，一旦目視到沒有裝載靈魂的嬰兒人偶眼睛，其靈魂就會被裝入人偶中。持有一包化成肥料，碰到需要戰鬥的場合時，會將肥料彈出化為炸彈進行攻擊。利用詛咒能力捕捉靈魂，再拿去公園中的警戒塔燒掉，藉此引來被夜宵稱為“死神”的特殊靈體，並將其捕食來強化自身。除了詛咒強悍之外，近戰能力同樣不俗，能夠一擊輕鬆秒殺S隧道的靈，甚至一度壓制式神後鬼，但因對方的能力特性以及詠子事先備妥的改良版無限修復人偶而沒能得手，最終被後鬼的詛咒擊敗，然後被夜宵封印。生前是昭和年代的人，本姓“宮本”，後被曾根崎家收養並改姓。擁有靈能，能看到死神。目睹死神帶走了母親的靈魂，在所有親友子孫死亡後，她懷着怨恨吞食化肥自殺，死前發誓要將死神斬盡殺絕。又因她還是嬰兒的孫子被年輕女子拐走殺害，成為她引誘年輕女子的原因。
瑪巴斯
外貌有如惡魔巴风特般的純白色靈體，能操控肉塊大人當作奴隸使用。封印著這個靈的門上刻著所羅門七十二柱魔神之一瑪巴斯的紋章。在古代，由外國入侵者以一百人的靈魂為祭品召喚而來。本來是獅子的形態，但即便用上了百人靈魂仍未能將其完全召喚，因此結果是以巴風特的形態現身。後來被月蝕盡絕黑阿修羅和前鬼打敗，遺留下一枚作為血之契約的戒指被夜宵拾獲，並仍擁有微弱的自主意識和行動能力，戒指能力是「只要對着目標呼喚其名字，再捏碎具現化出來的心臟，就能對目標造成傷害」。

#### 式神
十二神將
原本十二神将是晴明的式神，后来因为某些原因背叛晴明并加入了太岁星君门下。单个神将大概相当于半个毕业生。于弒逆桔梗作戰开始后一同受到诅咒的影响，每名神将被太岁星君赐予三个视肉的眼睛后强化，负责击破京都五处灵能要地的毕业生。由于晴明的行动原本的计划被打破，而分別被畢業生和酒吞童子擊敗，螢多朗和詠子將五处灵能要地的毕业生全數回收。太歲星君·分靈被封印後，十二神將也重新成為晴明的式神。
腾蛇：弒逆桔梗作戰中被「過渡期的御靈」秒杀，晴明回收了其形代，重奪其控制權。
朱雀：弒逆桔梗作戰中，被晴明強制召唤並重奪其控制權，以應對剛解放的酒吞童子。
六合：在太歲星君和空亡的战斗中被空亡用念动力破坏头部。弒逆桔梗作戰中由於「月蝕盡絕黑阿修羅」的偷襲而被秒杀，晴明回收了其形代，重奪其控制權。
勾阵：弒逆桔梗作戰中和天空一起破坏京都的形代，结果被晴明召唤出的「天照」和「月讀」的分靈秒杀，晴明回收了其形代，重奪其控制權。
青龙：弒逆桔梗作戰中，被晴明強制召唤並重奪其控制權，以應對剛解放的酒吞童子。
天一：弒逆桔梗作戰中，被晴明強制召唤並重奪其控制權，以應對剛解放的酒吞童子。
天后：弒逆桔梗作戰中被千魂華嚴自刃童子偷袭后被秒杀
太陰：弒逆桔梗作戰中被酒吞童子秒杀，晴明回收了其形代，重奪其控制權。
玄武：弒逆桔梗作戰中，被晴明強制召唤並重奪其控制權，以應對剛解放的酒吞童子。
太裳：弒逆桔梗作戰中被邪經文大僧正偷袭后被秒杀
白虎：弒逆桔梗作戰中，被晴明強制召唤並重奪其控制權，以應對剛解放的酒吞童子。
天空：弒逆桔梗作戰中和勾阵一起破坏京都的形代，结果被晴明以解除封印的「天照」和「月讀」的分靈秒杀，晴明回收了其形代，重奪其控制權。
前鬼
是晴明神社的神秘青年安倍晴明交付書籍《佔事略決·外典》時一同贈予夜宵的兩個式神之一，男性式神。原寄宿在刻有日印的紙人形代裡，但在螢多朗手中斷成兩半後，以日印形式寄宿到螢多朗的胸部，前胸刻有日紋。以宿主作為形代，儘管強大實力，但代價是活動時會消耗宿主的元氣，且若是受創傷害會由被宿主來承受。實際上為「天照別御靈」的分靈，平時處於封印的狀態，晴明憑依螢多朗的身體時將其完全解放。
後鬼
是晴明神社的神秘青年安倍晴明交付書籍《佔事略決·外典》時一同贈予夜宵的兩個式神之一，女性式神。原寄宿在刻有月印的紙人形代裡，但在螢多朗手中斷成兩半後，以月印形式寄宿到螢多朗的背部，後背刻有月紋。以宿主作為形代，儘管強大實力，但代價是活動時會消耗宿主的元氣，且若是受創傷害會由被宿主來承受。實際上為「月讀別御靈」的分靈，平時處於封印的狀態，晴明憑依螢多朗的身體時將其完全解放。

### 神明
鬼子母神（聲：鯨）
位在H市西邊的廢寺，是超度嬰靈（水子，聲：佐久間元輝）而成佛的神明，但被過多的嬰靈附身導致惡性變異並墮落成邪靈，儘管如此仍有不能對孩子出手的束縛。後來神像的食指被夜宵奪去，受到其房間的邪靈們報復而被收服，形代娃娃是一隻袋鼠（收納於指套玩偶中），雖然僅有一個指頭但力量不容小覷，數次發揮奇效及出手解圍。然而鬼子母神不能攻擊孩子的限制亦被空亡察覺而出手試探，即使它目睹空亡捕食其嬰靈受到激怒，但仍因對方的幼體身份而無力反抗，使它最終在破曉時刻被空亡吞噬。
星神·太歲星君
太歲星君·分靈（聲：齋賀光希）
代表木星陰暗面的凶神之分靈，肉身外貌為白髮白衣的童子，而另一部分则为爱依身后嫁衣上的圆盘。從神代家的少女中選出自己的新娘，以取走生命的形式來完成「迎娶」，當新娘年滿20歲時會被神帶走成為他的收藏品。迎娶后会从下半身开始慢慢啃噬新娘，只剩头部以后就会迎娶神代家的下一任新娘。性格好鬥，嫉妒心极强，實力深不可測。武痴，喜歡享受戰鬥的樂趣，會讓對手以萬全狀態進行戰鬥，称和小夜宵的战斗是一场让子战。形代娃娃是一隻馴鹿，最初未能完全封印，被放進夜宵房間後沒多久，就強行掙脫束縛和擊敗房間內的幾乎全部惡靈而脫逃，使小夜宵損失慘重。曾與空亡交戰並將其重創，但沒有下殺手，反而為空亡療傷和指導空亡使用念動力的方法，期待空亡的成長。
小夜宵一行人執行弒逆桔梗作戰時，於開戰前給予小夜宵和爱依告别的時間，並向夜宵報上自己的真名。開戰後立即被夜宵以瑪巴斯的戒指捏爆心脏，同时胸口被千魂華嚴自刃童子刻上不可治愈的特殊图案，代替京都承受覆盖整个城市的诅咒。小夜宵一行人逃走后以视肉恢复不断遭诅咒侵蚀的身体，並命令十二神将击溃京都五处灵能要地的毕业生。自己则亲自前往京都御所和小夜宵一对一正面对决。開始時與鬼軍曹雙方展開廝殺，當視肉消耗嚴重只剩下20個時，鬼軍曹的不死詛咒恢復力也明顯下降，夜宵因而放出花魁接力交戰，太歲星君表示想要花魁做自己的女人，花魁也「詢問」太歲星君有沒有足夠的本事。與花魁的戰鬥中被她的苦界所困，但太歲星君也以超高压缩率的滅絕之凶星突破苦界，並将花魁打到只剩一颗眼球，同時视肉也已全部耗盡。之後與趕來的畢業生們同時交戰，以超高速度使用各種技術防禦和迴避所有的攻击，以絲毫無損的狀態1打7震惊在場眾人，但也被小夜宵掌握了祂不能同時使用各種不同陰陽術的弱点。在連續交戰中自身也不斷累積傷害，在失去四肢、头颅和内脏后，爱依身后嫁衣上的圆盘（本體）出场化为灵力包裹肉身后继续战斗并擊敗在場眾毕业生。 陷入絕境的小夜宵使用陰陽術「生旺死衰」，讓「过渡期的御灵」吸收太歲星君的靈力恢复全盛姿态——「新皇」，太歲星君在目睹了「新皇」后非常高兴，让新皇全力进攻但肉身被新皇一刀两段，上半身也被黑洞压缩成一小块。后被本体介入欲為他治癒，但拒絕了本體要求尽快杀戮对方的催促迳自与新皇对招，随后败於新皇以诅咒箭矢所生成的重力场重創，对此本体有意将他取回遭到新皇阻止，而分灵则对新皇的出手感到满意，在完全戰敗后被小夜宵收回形代娃娃并套上緊箍圈，就此正式完成封印，隨後夜宵和久作與其締結了取代神代家的契約。
太岁星君分灵和本体之间的关系极差，分灵的作风较为随兴且崇尚武德，常令本体不满而对其诸多干涉，亦使双方有所不合。
能力
六壬神課：用十二神将来布阵，消除灾祸。也可以用来预测敌方攻击，提前规避。
滅絕之凶星：神之作祟的阴的部分。将自身灵力压缩到极限，看起来是许多高速运动的高密度能量小球。根据压缩率的不同命中敌人以后也会有不同效果。
低：撕成碎片
中：化为尘土
高：摧毁DNA，使之无法生育，从而达到“灭族”的效果
超高：外观类似棒旋星系，极度压缩的能量可以突破花魁的苦界
視肉（肉灵芝）：神之作祟的阳的部分。外表是有许多眼球的肉块，再生能力极强。眼球可以恢复自身也可以分给其他式神，使用之后眼球会爆掉。弒逆桔梗作戰中，在覆盖京都的诅咒以及鬼军曹和花魁的攻击下视肉暂时全部消耗完
太歲星君·本體

### 敵對
空亡／曉暗之胚
擄走夜宵母親靈魂的惡靈，外表呈現胎兒狀，正體不明，夜宵母親被抓去作為其母體。是一位“御靈”，「空亡」這個名字是夜宵取的，出典來自百鬼夜行中，最後出現將所有妖怪灼燒殆盡的太陽。是『奪舍眾』的夥伴，潛力巨大的靈體，擁有非常強大的念動力。儘管空亡在與作為太歲分靈的神展開戰鬥後被輕易擊敗，但它以不成熟的能力展現擊破十二神將之一的潛力，讓神決定留空亡一命且給予視肉治好傷勢，並指導它如何更有效率的使用念動力，日後夜宵一行人撿拾到它在此戰中遺落的肉塊。往後空亡充分地精進其念動力，並利用自身的幼體身份成功捕食了鬼子母神而實力大增，之後與破曉的光線一同顯現時，睜開的眼睛與夜宵同樣是重瞳、骷髏頭眼。
長山（聲：興津和幸）
是吃了上百人的上等惡靈，經常會附身在禮應大學熱門社團的學生身上，誘騙其他人到T社宅區（東京T車站附近）集體自殺以供它吞噬增加能量，被夜宵逼出原形之後輾轉被神像的食指吞噬。最近一次被其附身的町田響是螢多朗和詠子同校的學長，在一年前還未被附身時就疑似涉及禮應大學某同好會的集團強姦案而曾被逮捕，即使惡靈離身仍企圖拖在場的眾人一起去死，被夜宵擊暈綑綁，隨後在螢多朗一行人離去之際上吊自殺，被附近的下等惡靈吞噬。
神代衛人（聲：阿座上洋平）
神代愛依的三哥，在一場事故中喪生。生前他和愛依是一對親密的兄妹，一手保護被父親（聲：榊孝輔）遺棄的愛依，但身故成靈後卻以了結她的生命為目標。在第四十九天之前，他試圖弄死愛依，但由於神和夜宵介入，使他無法做到這一點，最終因時間及能量耗盡而成佛。據稱他想殺妹妹的原因是因為“憐憫”，事後愛依能體諒他這麼做的理由，並回老家京都參加他的法事。
腦幹靈（聲：岩田光央）
被愛依吸引而來的惡靈，會試圖扯下他人的腦幹以及拖進不存在的地下室裡將對方殺害，並取出腦髓施虐來強迫被害者的靈魂幫助它襲擊新的目標。但實力不強，襲擊的目標都是女性和兒童，後來被夜宵制服並製作成等活地獄系統為愛依驅靈。
H城址的老婆婆的靈（聲：松野太紀）
H城址的怪談之一，深夜出現的老婆婆幽靈，其實不是H城址當地的靈。是被神秘組織『奪舍眾』指派監視放置咒物地點的流浪靈，戰國服裝是組織提供給她把風用的掩護。任務失敗後遭到組織成員奧茲華德問責而被超渡。
天使大人（聲：杉村千香子、島田愛野、三重野帆貴）
「受胎告知之家」培育的巨大嬰靈，總共有三體。是由父女亂倫後將三個胎兒遺骸供奉在人骨祭壇（由死去的母親製成）並持續餵食他人靈魂而成的產物。能以從他人嘴巴灌入人體的形式施下懷孕的詛咒，並透過活人將其順利生產下來才能完成降生，但未曾成功。雖然來歷詭異但實力不強，被過渡期的御靈逐一擊殺並吞噬。
受胎告知之家的女兒的靈（聲：聲：上田麗奈）
名字是咲希，受胎告知之家的惡靈。由於生前其父親（父の霊，聲：伊藤悟）在爭吵中失手殺死母親導致家庭陷入不幸，使她無法忍受社會輿論而變得神經質。後聽信神秘組織人物南光坊的言論，為了得到救贖，使父女二人發生關係並建構人骨祭壇，舉行讓天使大人降生的儀式，並持續大量殺害了17人，目的是維持天使大人的儀式而提供祭品。之後她在試圖誕下天使大人的過程中失敗而身亡，而父親發現後則上吊自殺，但兩人死後仍以殺害浮游靈作為替代方式重複生前的罪行，後來咲希的靈被天使大人吞噬。即便天使大人全數被擊破，原本進行儀式的祭壇仍以靈體形式作為儀式詛咒的源頭，而維持其存在的根源是裝於盒中的母親指骨，並藏在祭壇後面的牆面中，但被夜宵和詠子發現後銷毀，就此徹底解除懷孕的詛咒。
打不開的房間的靈／坂下老師／抽泣着的老師幽靈（聲：間島淳司）
鴇勾台小學的七大不可思議之一中的「啜泣的老師幽靈」，生前被女學生惡意誣陷用手機偷拍，導致其被校方解僱，妻女離散，遭受癡漢冤罪而在學校自殺的老師留下遺言「願惡魔之子們經歷苦悶滅亡」。死後多年其怨念本已淡化，但在『奪舍眾』成員桃樂絲調整了周遭靈道誘導附近一帶仍具有些許殺劫（殺人衝動）的浮游靈集中至一處之後，成功使其醞釀出濃縮的殺意，其能力是將人們拖入以校園為背景的夢境各別進行一對一的鬼抓人，但參與的人仍可藉由穿過校門進入他人的空間，同時他在夢境當中的化身能夠重生而無法完全消滅，且會在找到人時吹熄蠟燭向對方的靈魂造成嚴重傷害。破解條件是參與的人抵達其生前自殺的教室取回放置地上的自身照片，夜宵曾帶著曜子同學以此方式成功脫離其夢境，並解決掉現實中異變的本體，但沒有捕捉起來而是讓他解脫。在他消逝前坦言自己還沒被誣陷之前很喜歡小孩子。
菌絲詛咒
以首塚大明神／K塚大明神神社為中心，在附近兩市發生多次殺害事件的詛咒。詛咒的起因並非神靈，而是充滿怨念的人，名為“深村”，他生前有一妻一女，雖然家境並不富裕，但自認為生活美滿。實際上妻子外遇，女兒的親生父親也不是自己。直到女兒結婚時他才得知了這一切。妻子和女兒一起欺騙了他。得知真相的深村對人生感到絕望，只剩下復仇的念頭。於是他在女兒婚禮那天攜帶電鋸前往婚禮，殺死婚禮現場的所有人，把妻子和女兒斬首，並將其屍首帶到首塚大明神神社祈願，在世上所有像他們這樣的人消失前，永遠傳承自己的詛咒，最終用電鋸自殺。酒吞童子在其死後給予他力量散播詛咒，然後將其吞食。以妻子戴在身上的戒指為詛咒中心，向附近的男性傳播詛咒，因此若要破除詛咒需要將戒指摧毀。
酒吞童子
被封印在首塚大明神／K塚大明神神社的大妖怪，願意為人治癒脖頸以上的疾病和庇護頭痛痊癒，因此被供奉為首塚大明神。表面上為參拜者施加頭部的祝福，實則施加菌絲的詛咒，吞食受害者的靈魂以達成復活的目標。之後酒吞童子成功拉攏齋弄晒列頭並達成協議，首先由酒吞童子借出力量讓對方得以擺脫形代娃娃上頭的額外拘束，接著指引對方挖出封印自己的盒子並加以破壞，之後酒吞童子隨著一股龐大的靈力爆發而完全復活。對此晴明（附身在螢多朗身上）召喚天照、月讀與酒吞童子戰鬥，並利用五柱天將召來五行神龍將酒吞童子正面擊潰。由此酒吞童子被活生生絞碎，只剩一顆頭掉在地上滾動，並發出怒吼要求齋弄晒列頭幫忙，但反被對方奪走臉皮並咬掉它的半個腦袋。最後晴明把剩下的半個腦袋收進式神紙片並埋回原處，完成再次封印。
死神
從F公園上方的空洞中出現的靈體，外觀為一團類似人形的黑霧。夜宵曾在醫院見過，會出現在將死之人的病房前，因此稱其為死神。本能上會吸食死去的靈魂，且似乎會為此將人們拐入死劫，促使F公園的惡靈（曾根崎依子）設法將其引誘過來獵食。
肉塊大人／肉叢大人
位於京都國道1號線的日照寺附近的廢棄房屋中，自古以來就被封印的精靈。外表奇特，有著長長的脖子並用四肢行走，擁有頑強的生命力和敏捷難纏的行動力。能透過聲音觸發詛咒使人失控及萎縮，還能利用其收集的骸骨發動轉生詛咒增加其個體助戰。

## 設定
幽靈
人死後去另一個世界（陰間）之前，還在現世（陽間）逗留的靈體。幽靈的生命能量一旦耗盡就會成佛。一般來說生命能量只能支撐49天，過了49天，即使仍然對現世有留戀或怨恨，都會強制成佛，除非透過「在能量地點補給能量」或「吞噬別的靈補給能量」延長時間。
吞噬靈：有些靈體不願成佛所以會去吞噬其他靈體增加能量，使用這種方式維持存在的就是吞噬靈。被吞噬的靈會以養分的形式被關在肚子裡陷入假死狀態。
集合靈：對複數靈共同行動的稱呼，甚至能戰勝本來比自身強大的靈。一般情況下靈想要留在現世會選擇吞噬同類，群居會變成互相殘殺或奪食。被束縛在某個地點，或者出現不群居就會被吃掉的威脅等情況下，會選擇合作並共同行動。
分靈：一個靈體分裂自身魂魄製造的產物。原理類似神社在不同地方的分社供奉同一位神的分靈。分靈死去會造成本體削弱，不過可以在能量場回復力量。分開行動時類似集合靈，但是只有分靈可以融合。
詛咒
雖然來自於惡靈，卻是獨立存在的能量團塊，只是惡靈會給詛咒供給能量。所以吞噬掉下詛咒的惡靈，切斷源頭就能解除。
形代
放入人體的一部分（頭髮、指甲）的人型物品（例如玩偶、紙人）。使用形代封印惡靈，就能將其當作替身使用，讓惡靈代替自己承受傷害和降臨到身上的災厄，也可以把封印在裏面的靈召喚出來使用。替身只能代替承受靈能攻擊，無法抵禦物理傷害。若該替身只有一個，沒有可以替代承受與被靈攻擊處相同的部位，則本體自身會受到傷害。替身的堅固程度取決於靈的強度，但也有透過修復形代，反過來使靈自身得到恢復的情況。
恶灵捕获／蛊毒
夜宵利用收集而來的惡靈構建出來的防禦和煉蠱系統，捕獲惡靈稱為「惡靈捕獲」，用捕獲的惡靈煉蠱稱為「惡靈蠱毒」。不管是誰攻擊形代對應的人，所有形代中的靈都會受到傷害。即使有靈打算發動自殺攻擊，也會讓其他靈遭遇危害而進行干擾。所以夜宵將捕獲的靈封印進玩偶中製成形代，使它們達成互相敵對、互相牽制的狀態。然而夜宵不慎讓神（太歲星君）進房間，導致玩偶損失慘重，緊接著又因平衡被打破讓剩餘惡靈互噬煉蠱，系統崩壞後得重新開始。
畢業生
透過煉蠱讓惡靈們互相殘殺，最後脫穎而出獲得超越性力量的強大靈體，稱作「畢業生」。也有未經過此流程，而是夜宵收服並合作的強大邪靈。擁有接近神靈的力量，夜宵說過只需三個便能殺死普通的神明，大部分畢業生一旦釋放，就會不分敵我無差別地進行攻擊，因此需要確保放出的瞬間先受到敵方攻擊。即使封印並放置在漆黑的房間內，也能在方圓五戶引起靈異現象，所以夜宵將畢業生們分別放置在人煙稀少的不同龙脉點上，後在詠子的提議下購買一棟位於龙脉點上的廉價凶宅，以集中收納方便管理。為了束縛過於強大的力量，每位畢業生都被賦予了「名諱」，召喚時透過「稱呼」和「支配」它們行動的「言靈」，可以成為戰鬥的幫手。畢業生都是在地日本的靈，只要是懂得日語的人都可以擔任召喚師。雖然它們處於夜宵的控制之下，但有些對包括夜宵在內的一般人類懷有敵意，或者不分青紅皂白地傳播詛咒，所以它們在被召喚後必須迅速重新封印。
零期生：特殊形態的死神。夜宵於5月住院到10月，復健期間製造出畢業生的雛型。
一期生：武士的惡靈，遭到奪舍前的桃樂絲曾目擊到夜宵帶著封印他的玩偶外出。夜宵於11月到隔年3月住在堂姊詠子家構建蠱毒房間並在復學1年級時製造。
二期生：「魄啜繚亂弟切花魁」，是傳聞讓持有者老化的詛咒手鏡上的弱小女性靈，夜宵在一年前於二手市場發現並以100日元買下，放入夜宵房間中一個月後將惡靈全部吞噬成為畢業生。宛若冠名「小连翘／弟切草」的花語「復仇」般，將怨恨的意念昇華為詛咒故得此名。夜宵於4月製造。
三期生：擁有異次元的特質。夜宵升上2年級後於5月到10月製造。
跳級生：「殉國禁獄鬼軍曹」，夜宵在三期生培育期的8月所挖掘到匹敵畢業生實力的靈體，亦是少數與夜宵達成協議協助的靈體。
四期生：「邪經文大僧正」，讓被太歲分靈擾亂的惡靈們互噬而誕生的畢業生。夜宵於2年級的11月到3年級的5月初製造。
特殊年級：「超越地藏」，夜宵讓7個附身在她身上的地藏互噬而誕生的畢業生。夜宵於3年級的4月製造。
畢業生級別的靈：千魂華嚴自刃童子、齋弄晒列頭、月蝕盡絕黑阿修羅、過渡期的御靈、A大壩的靈、曾根崎依子。
畢業生之家／畢業生宿舍
位於埼玉縣所澤市狹山湖附近的二層木製建築，處於從富士山通往關東數一數二能量場的三峰神社，之後輾轉流向皇居的龍脈上。據管理員（聲：虎島貴明）所說，本來居住在這的父女倆大量殺人，最後兩人也離奇死亡。之後進入的女警（聲：小針彩希）突然懷孕，十天後生下詭異的大頭胎兒雙雙身亡，附近居民認為是受害者企圖轉生，並將此處稱為「受胎告知之家」。後來在詠子的提議下，處置了此處的惡靈後耗資100日元低價購入該建築，作為咒物和畢業生的藏匿集中地。在和太歲分靈的戰役之後確認已經誘導奪舍眾到訪過該處取回巫子攜帶的咒物，因此夜宵一行人不在此處常駐並改作為誘捕基地。
御神酒
用来供奉神灵的酒（日本清酒），人們認為與神明共享同樣的物品，可以得到保佑和恩惠。給被惡靈附身的人喝下，可以將惡靈從體內驅逐出來。
黑繩
使用S隧道的靈的頭髮製成的繩子、具有注連繩的效果，可以觸碰到靈並封印靈力。
畢業生展開套裝組合（畢業生釋放裝置）：螢多朗設計的道具。以注連繩、S隧道的靈的頭髮、鐵鍊綑綁住小型籠子，作為畢業生的封印裝置。能夠以通信設備開關門，因此可以遠程釋放和收回畢業生。
咒物
螢多朗和夜宵在H城址發現的手即屬此物，不同的咒物有不同的效果，如：讓靈發狂、維持靈異的儀式、傳播詛咒等。
佔事略決·外典
安倍晴明用漢文文言文所著的阴阳道書，內含兩個形代，分別封印着式神前鬼與後鬼。包含了陰陽術的起源「陰陽學說」和「五行學說」的資訊。如今被晴明施加了不是指定人員（夜宵）解讀就會死的詛咒。但由於是用漢文寫的，所以夜宵看不懂。
等活地獄系統
夜宵用腦幹鬼為基礎打造的惡靈驅除系統。鬼怪在依戀或恨意消失前，會不斷重複一樣的行動，而被腦幹鬼殺害的人的亡靈，在恨意消失前都會對他不斷的報復。也是類似一種驅趕烏鴉的系統。
無限修復人偶
詠子從夜宵說明的形代原理當中以靈會和附身物狀態同步的特點得到靈感而製作的形代。以修復人偶後靈會恢復這個理論進行的嘗試，使用被破壞也能恢復的材料做實驗，能夠無視靈本身的強度成為半永久替身。讓靈附身一個史萊姆材質的人偶，受到傷害也會立即恢復到原來的人形。實際做法是把黏質物灌入模具形成人形，就算破損也會在容器內保持外型。之後詠子以3D列印生產大量模具製作「改良版無限修復人偶」，只是作為替身所以不用放入靈體，材質方面不用考慮長期保存，所以用水代替黏質物，儘管無法長期使用，但可以增加人形的修復速度，在短期作戰中能夠有效提升生存率。
奪舍
邪靈驅逐人的靈魂並佔據其身體的現象。如果被驅逐的靈魂在四十九天之內沒能返回本體，通常會使它耗盡能量、成佛而無法回歸。還能通過侵占他人身體並吃掉原主人靈魂來完成轉生秘術「反魂秘法」的儀式。由於接管身體的邪靈可以讀取身體的記憶，所以僅憑基本的提問和回答很難判斷出是否為本尊還是替代者。經驗老練的靈能力者能夠看到一個人的氣場顏色，透過前後比較判斷這個人是否為被替換的邪靈，但是這種方法並非完美，因為聰明的邪靈會找具有同系統氣場的對象進行奪舍。儘管邪靈能藉此侵占身體並獲取其記憶和能力，但仍會與當事人的行為或舉止存在一定的差異。
危險等級
夜宵編制的地圖上，列出靈異場所的危險等級。行程規劃是先攻略東京地區的靈異地點，以得到各地區高危惡靈的戰力制霸日本全國，最終目的是擊敗愛依身上的神明、和奪走夜宵母親的空亡。
本作中的靈異地點在現實中皆有原型，幾乎都是日本知名靈異景點或怪談，而且靈異場所有等級之分。S等級以上（SSS、SS，也有些危險度等級不明）的共同點，是一旦扯上關係便逃不掉，不是被囚禁就是遭到不受距離限制的詛咒。即使是S級以下也不能掉以輕心。A級基本會使人遭受連活著都痛苦的詛咒，與S的區別在於是否有逃跑的餘地。
SSS：無法評估，評價標準外，如：岩手縣S慰靈之森
SS：生者不該去的地方，如：足立區K橋、北海道J隧道
S：只是經過就很危險，如：八王子市舊K隧道及H城址、青梅區舊F隧道、北區舊I水門、埼玉縣新M隧道、神奈川縣巫鳥之岩、福井縣東尋坊
A：有很高的機率發生不吉利現象，如：豐島區Z靈園、練馬區S公園、福島縣幽靈公寓、京都府A大壩、熊本縣A大橋
B：危險度大，一定要多人共同前往，如：八王子市D堂遺蹟、福岡縣舊I隧道
不明：沒什麼大不了或者相當於SSS，如：青森縣恐山、山梨縣青木原樹海、沖繩縣SSS
「弒逆桔梗」作戰
夜宵為了捕獲神（太歲分靈）而制定的計劃，將畢業生級別的邪靈放置在京都最著名的五個點中（F公園、首塚大明神／K塚大明神神社、T隧道、A水壩、國道1號線OW站～OT站間），形成神無法脫離的屏障、進而起到壓制神的力量的五角星陣，創造出一個覆蓋整個城市的巨大結界。這個詛咒發動的首要條件是必須要在神身上強制刻下特殊圖案且不可治癒的傷口，讓其與代替京都承受傷害的形代產生連接，由此讓五個畢業生佈下的陣引起的詛咒與現象都強制轉移到神的身上。
刻著詛咒花紋的紙人：夜宵構想出來的特別花紋紙人替身，以千魂華嚴自刃童子無法回復的詛咒能力刻到神（太歲分靈）的身上，使祂與紙人連結。與一般的形代原理相反，是將紙人作為本體，把神變成替身。
京都市街道的替身：佈置完的詛咒會包圍京都，因此將京都街道的土收集起來製成城市的替身，避免波及到當地居民。

## 出版書籍
| 卷數 | 集英社        | 集英社                 | 青文出版社     | 青文出版社            |
| 卷數 | 發售日期      | ISBN                   | 發售日期       | ISBN                  |
| ---- | ------------- | ---------------------- | -------------- | --------------------- |
| 1    | 2019年6月4日  | ISBN 978-4-08-881856-6 | 2021年5月19日  | ISBN 978-986-548541-2 |
| 2    | 2019年10月4日 | ISBN 978-4-08-882089-7 | 2022年1月24日  | ISBN 978-626-303706-9 |
| 3    | 2020年2月4日  | ISBN 978-4-08-882214-3 | 2022年5月12日  | ISBN 978-626-322134-5 |
| 4    | 2020年6月4日  | ISBN 978-4-08-882323-2 | 2022年7月25日  | ISBN 978-626-322482-7 |
| 5    | 2020年10月2日 | ISBN 978-4-08-882441-3 | 2022年11月16日 | ISBN 978-626-322866-5 |
| 6    | 2021年2月4日  | ISBN 978-4-08-882559-5 | 2022年11月16日 | ISBN 978-626-340327-7 |
| 7    | 2021年6月4日  | ISBN 978-4-08-882677-6 | 2023年2月22日  | ISBN 978-626-340536-3 |
| 8    | 2021年11月4日 | ISBN 978-4-08-882830-5 | 2023年5月8日   | ISBN 978-626-340751-0 |
| 9    | 2022年3月4日  | ISBN 978-4-08-883054-4 | 2023年6月8日   | ISBN 978-626-362116-9 |
| 10   | 2022年8月4日  | ISBN 978-4-08-883205-0 | 2023年8月7日   | ISBN 978-626-362328-6 |
| 11   | 2022年12月2日 | ISBN 978-4-08-883295-1 | 2023年11月30日 | ISBN 978-626-362728-4 |
| 12   | 2023年4月4日  | ISBN 978-4-08-883456-6 | 2024年1月8日   | ISBN 978-626-362729-1 |
| 13   | 2023年8月4日  | ISBN 978-4-08-883534-1 | 2024年4月3日   | ISBN 978-626-383362-3 |
| 14   | 2023年12月4日 | ISBN 978-4-08-883720-8 | 2024年7月17日  | ISBN 978-626-399235-1 |
| 15   | 2024年5月2日  | ISBN 978-4-08-883891-5 | 2025年2月5日   | ISBN 978-626-422098-9 |
| 16   | 2024年9月4日  | ISBN 978-4-08-884180-9 |                |                       |
| 17   | 2025年1月4日  | ISBN 978-4-08-884333-9 |                |                       |
| 18   | 2025年8月4日  | ISBN 978-4-08-884619-4 |                |                       |

## 電視動畫
2022年7月26日，宣布改編為電視動畫，於2023年7月至12月播放。由中村義洋擔任旁白。

### 主題曲
片頭曲
幽世
作詞、作曲：すりぃ，編曲：岸利至，主唱：luz
第25話非片頭曲，用作插曲
片尾曲
灰色
作詞：藤村鼓乃美、北川勝利，作曲、編曲：北川勝利，主唱：花澤香菜
用於第1話—第12話
インタリオ
作詞：宮川彈，作曲、編曲：北川勝利，主唱：花澤香菜
用於第13話—第25話

### 各話列表
| 話數   | 日文標題 | 中文標題            | 劇本     | 分鏡                | 演出              | 作畫監督                                                                                                   | 總作畫監督                     | 首播日期      |
| ------ | -------- | ------------------- | -------- | ------------------- | ----------------- | --- | ------------------------------ | ------------- |
| 第1話  |          | 寶月夜宵            | 村越繁   | 博史池畠、 福山大   | 寺田素都          | 井上優子、横松雄馬                                                                                         | 不適用                         | 2023年 7月9日 |
| 第2話  |          | 幻燈河螢多朗        | 村越繁   | 中川航              | 長岡義孝          | 山縣研一、大竹晃裕、馮含露                                                                                 | 不適用                         | 7月16日       |
| 第3話  |          | 兩人                | 山下憲一 | 博多正壽            | 武田秀樹          | 松本勝次、Studio時雨                                                                                       | 井上優子                       | 7月23日       |
| 第4話  |          | 寶月詠子            | 兵頭一步 | 福島宏之            | 小林孝志          | 葉增堯、STUDIO MASSKET                                                                                     | 橫松雄馬                       | 7月30日       |
| 第5話  |          | 新生歡迎會          | 兵頭一步 | 尼野浩正            | 和田拓也          | 和田拓也                                                                                                   | 井上優子、 横松雄馬            | 8月6日        |
| 第6話  |          | 約定                | 村越繁   | 博史池畠            | 長岡義孝          | 五十嵐優花、大竹晃裕 中野彰子、馮含露、山縣研一                                                            | 橫松雄馬                       | 8月13日       |
| 第7話  |          | S隧道               | 村越繁   | 中田誠              | 月野正志          | 羽野廣范、吉田肇、臼田美夫 中島忠二、王敏、劉冬冬 李偉峰、周曉華、趙小川 徐超、陳玲玲、姜海華、Revival     | 井上優子、 横松雄馬            | 8月20日       |
| 第8話  |          | 神的新娘            | 山下憲一 | 博史池畠            | 國本一穗          | 橫松雄馬、五十嵐優花、小林陽奈 馮含露、古池由香里、山縣研一                                                | 井上優子                       | 8月27日       |
| 第9話  |          | 瀆神                | 佐藤裕   | 中田誠              | 割田圭介          | 長谷川一生                                                                                                 | 不適用                         | 9月3日        |
| 第10話 |          | 日本全境            | 村越繁   | 牧野吉高            | 寒竹清隆          | 樱井木之实、飯飼一幸、鈴木健史 杜伟峰、魏旭龍、陈亮、Brian Barredo                                         | 横松雄馬                       | 9月10日       |
| 第11話 |          | H遺址-危險度S       | 村越繁   | 西森章              | 江島泰男          | 山縣研一                                                                                                   | 横松雄馬                       | 9月17日       |
| 第12話 |          | H遺址-畢業生        | 村越繁   | 西森章              | 武田秀樹          | 大竹晃裕、佐佐木綾、劉雲留 江湧、朱曉林、陳玉峰 趙玲、杭新顧、金秋、黃鳳華                                 | 古川博之、 井上優子、 橫松雄馬 | 9月24日       |
| 第13話 |          | 出獄                | 兵頭一步 | 川石哲也            | 橋本光夫          | 高橋晃平、福島喜晴 、                                                                                      | 井上優子、 橫松雄馬            | 10月1日       |
| 第14話 |          | 舊F隧道             | 山下憲一 | 牧野吉高            | 內堀雅人          | 山縣研一、五十嵐優花、馮含露                                                                               | 橫松雄馬                       | 10月8日       |
| 第15話 |          | 最早的F隧道         | 佐藤裕   | 博多正壽            | 長岡義孝          | 、 大竹晃裕、小林陽奈、酒井強至 山縣研一、古川博之、相音光 宮曉秀、STUDIO 6'oN                             | 橫松雄馬                       | 10月15日      |
| 第16話 |          | 物件                | 村越繁   | 博史池畠            | 月野正志          | 羽野廣范、高添響 Big Owl、                                                                                 | 橫松雄馬                       | 10月22日      |
| 第17話 |          | 受胎告知之家        | 兵頭一步 | 土屋日              | 粟井重紀、 毛應星 | 明光、龍光、瑞木晶、慧敏                                                                                   | 橫松雄馬                       | 10月29日      |
| 第18話 |          | 彼者誰時            | 山下憲一 | 川石哲也            | 薮内悠            | 樱井木之实、飯飼一幸、南伸一郎 杜伟峰、魏旭龍、陈亮                                                        | 井上優子                       | 11月5日       |
| 第19話 |          | 登樓                | 佐藤裕   | 牧野吉高            | 植木貴一          | 古池由香里、佐佐木綾 倉內雄志朗、小林陽奈                                                                  | 井上優子                       | 11月12日      |
| 第20話 |          | 舊I水門，純真的怨念 | 村越繁   | 內藤明吾            | 前園文夫          | PARK SUN YOUNG HONG HYUN SOOK DING YI NAN                                                                  | 橫松雄馬                       | 11月19日      |
| 第21話 |          | 舊I水門，瑰麗       | 兵頭一步 | 牧野吉高            | 藤田健太郎        | 山縣研一、五十嵐優花、小林陽奈 STUDIO MASSKET株式會社 Chuckle Mouse Studio 株式會社Gambit Content Business | 橫松雄馬                       | 11月26日      |
| 第22話 |          | 舊I水門，炎之廓     | 山下憲一 | 博史池畠、 江島泰男 | 白石道太          | 佐佐木綾、Fusion Studio Joo Hyunwoo、Kim Jungwoo Park jiyoon                                               | 橫松雄馬                       | 12月3日       |
| 第23話 |          | 校園怪談／鬼抓人    | 佐藤裕   | 川石哲也            | 月野正志          | 羽野廣范、高添響、BigOwl、revival                                                                          | 井上優子                       | 12月10日      |
| 第24話 |          | 校園怪談／惡夢      | 村越繁   | 博多正壽            | 西島圭祐          | 相音光、宮曉秀                                                                                             | 古川博之、 井上優子            | 12月17日      |
| 第25話 |          | 黑暗集會            | 村越繁   | 博史池畠            | 植木貴一          | 大竹晃裕、倉內雄志朗 WHITE LINE、Fusion Studio                                                             | 橫松雄馬、 井上優子            | 12月24日      |

### 播映平台
| 播映國家、地區 | 播映平台              | 播映日期                | 播映時間              | 備註  |
| -------------- | --------------------- | ----------------------- | --------------------- | ----- |
| 臺灣           | 巴哈姆特動畫瘋        | 2023年7月10日－12月25日 | 星期一 01:05（UTC+8） |       |
| 臺灣           | 中華電信MOD           | 2023年7月10日－12月25日 | 星期一 01:05（UTC+8） |       |
| 臺灣           | Hami Video            | 2023年7月10日－12月25日 | 星期一 01:05（UTC+8） |       |
| 臺灣           | LiTV 線上影視         | 2023年7月10日－12月25日 | 星期一 01:05（UTC+8） |       |
| 臺灣           | MyVideo               | 2023年7月10日－12月25日 | 星期一 01:05（UTC+8） |       |
| 臺灣           | KKTV                  | 2023年7月10日－12月25日 | 星期一 01:05（UTC+8） |       |
| 臺灣           | LINE TV               | 2023年7月10日－12月25日 | 星期一 01:05（UTC+8） |       |
| 臺灣           | Yahoo TV              | 2023年7月10日－12月25日 | 星期一 01:05（UTC+8） |       |
| 臺灣           | friDay影音            | 2023年7月10日－12月25日 | 星期一 01:05（UTC+8） |       |
| 臺灣           | bbTV                  | 2023年7月10日－12月25日 | 星期一 01:05（UTC+8） |       |
| 臺灣           | CATCHPLAY+            | 2023年7月10日－12月25日 | 星期一 01:05（UTC+8） |       |
| 臺灣           | 亂搭                  | 2023年7月10日－12月25日 | 星期一 01:05（UTC+8） |       |
| 臺灣           | 愛奇藝                | 2023年7月10日－12月25日 | 星期一 01:05（UTC+8） | [ 7 ] |
| 臺灣           | 木棉花台灣YouTube頻道 | 2023年7月10日－12月25日 | 星期一 01:05（UTC+8） |       |
| 香港、澳門     | 木棉花香港YouTube頻道 | 2023年7月10日－12月25日 | 星期一 01:05（UTC+8） | [ 8 ] |

### 藍光光碟
| 卷數 | 發售日期       | 收錄話數       | 規格編號   | 登場人物 | 同場玩偶         |
| ---- | -------------- | -------------- | ---------- | -------- | ---------------- |
| 1    | 2023年10月18日 | 第1話－第4話   | PCXP-51031 | 寶月夜宵 | 兔子、袋鼠       |
| 2    | 2023年11月22日 | 第5話－第8話   | PCXP-51032 | 寶月夜宵 | 貉               |
| 3    | 2023年12月20日 | 第9話－第12話  | PCXP-51033 | 寶月夜宵 | 熊頭             |
| 4    | 2024年1月24日  | 第13話－第16話 | PCXP-51034 | 寶月夜宵 | 狗（柴犬）       |
| 5    | 2024年2月21日  | 第17話－第20話 | PCXP-51035 | 寶月夜宵 | 狐狸             |
| 6    | 2024年3月20日  | 第21話－第25話 | PCXP-51036 | 寶月夜宵 | 外星人（小灰人） |

## 外部連結
- 漫畫官方網站（日語）
- 電視動畫官方網站（日語）
- 電視動畫官方Twitter帳戶（日語）